# Каппельн (Ольденбург)
Каппельн (нем. Cappeln) — община в Германии, в земле Нижняя Саксония.
Входит в состав района Клоппенбург. Население составляет 6620 человек (на 31 декабря 2010 года). Занимает площадь 76,20 км².
| Год  | Население |
| ---- | --------- |
| 1990 | 4884      |
| 1995 | 5768      |
| 2000 | 6320      |
| 2005 | 6304      |
| 2010 | 6642      |